# Euproserpinus
Euproserpinus ist eine Gattung von Schmetterlingen aus der Familie der Schwärmer (Sphingidae). Die taxonomische Stellung der Gattung ist noch unklar, insbesondere deshalb, weil viele bisher in der Literatur publizierte artspezifische Merkmale sich nicht auf sämtliche Individuen einer Art, nicht einmal innerhalb einer Population, übertragen lassen. Die Gattung ist sehr nahe mit der Gattung Proserpinus verwandt.

## Merkmale
Die kleinen Falter sind schwarz, grau und weiß gefärbt. Die Gattung unterscheidet sich von Proserpinus durch das Vorhandensein von Pulvillus und Paronychium und das erste Tarsenglied der Vorderbeine hat keine Sporne. Männchen und Weibchen unterscheiden sich nicht in Färbung und Musterung. Die Fühler der Männchen sind auf ihrer gesamten Länge nahezu gleich dick, die der Weibchen sind fadenförmig und verjüngen sich am letzten Drittel zu ihrer Spitze.

## Vorkommen und Lebensweise
Die Gattung ist im Westen der Vereinigten Staaten, südlich bis in den Norden Mexikos verbreitet. Die Imagines sind tagaktiv. Sie sonnen sich meist vor dem ersten Flug bei Tagesbeginn, um ihre Körpertemperatur zu erhöhen. Die Raupen ernähren sich von Nachtkerzengewächsen (Onagraceae), Raupen im letzten Stadium werden jedoch gelegentlich auch an Korbblütlern (Asteraceae) angetroffen. Die Verpuppung erfolgt in einer flachen Kammer im Erdboden.

## Systematik
Weltweit sind drei Arten der Gattung bekannt:
- Euproserpinus euterpe Edwards, 1888
- Euproserpinus phaeton Grote & Robinson, 1865
- Euproserpinus wiesti Sperry, 1939

## Belege